# Maurice Solovine
Maurice Solovine (1875 — 1958) foi um matemático e filósofo romeno.